# História dos judeus no Egito

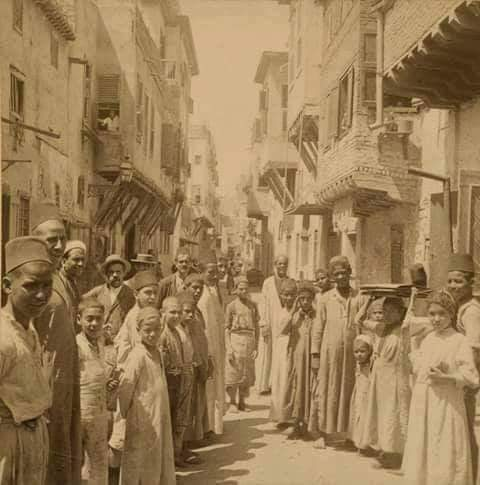
Bairro judeu em Alexandria, 1898

A história dos judeus no Egito remonta a tempos antigos. Até 2023, a comunidade judaica no Egito consistia principalmente de rabanitas e caraítas falantes da língua árabe egípcia. Embora o país tivesse sua própria comunidade de judeus egípcios, após a expulsão dos judeus da Espanha, um adicional de sefarditas e caraítas começaram a migrar para o Egito, e então seus números aumentaram significativamente com o crescimento das perspectivas comerciais após a abertura do Canal de Suez em 1869. Como resultado, judeus de muitos territórios do Império Otomano, bem como da Itália e da Grécia, começaram a se estabelecer nas principais cidades do Egito, onde prosperaram. A comunidade asquenaze, confinada principalmente ao bairro de Darb al-Barabira, no Cairo, começou a chegar após as ondas de pogroms que atingiram a Europa na última parte do século XIX.
Após a Guerra da Palestina de 1948, o Caso Lavon em 1954 e a Guerra do Suez em 1956, grupos judeus (estimados entre 75 mil e 80 mil em 1948) e europeus, como os franceses e britânicos, foram obrigados a deixar o Egito e suas propriedades foram confiscadas.
Em 2016, o presidente da comunidade judaica do Cairo disse que havia apenas seis judeus no Cairo, todas mulheres com mais de 65 anos, e doze judeus em Alexandria. Em 2019, havia pelo menos cinco judeus conhecidos no Cairo e, em 2017, doze ainda eram relatados em Alexandria. Em dezembro de 2022, foi relatado que apenas três judeus egípcios viviam no Cairo.

## Antigo Egito
A Bíblia hebraica descreve um longo período de tempo durante o qual os israelitas (o antigo povo de língua semítica de quem os judeus se originaram) estabeleceram-se no Antigo Egito, foram escravizados e finalmente libertados por Moisés, que os conduziu para fora do Egito até Canaã. Este mito fundador dos israelitas — conhecido como Êxodo — é considerado impreciso ou a-histórico pela maioria dos estudiosos. Ao mesmo tempo, a maioria dos estudiosos também sustenta que o Êxodo provavelmente tem algum tipo de base histórica, e que um pequeno grupo de origem egípcia pode ter se fundido com os primeiros israelitas, que eram predominantemente nativos de Canaã e começaram a aparecer no registro histórico por volta de 1200 a.C.

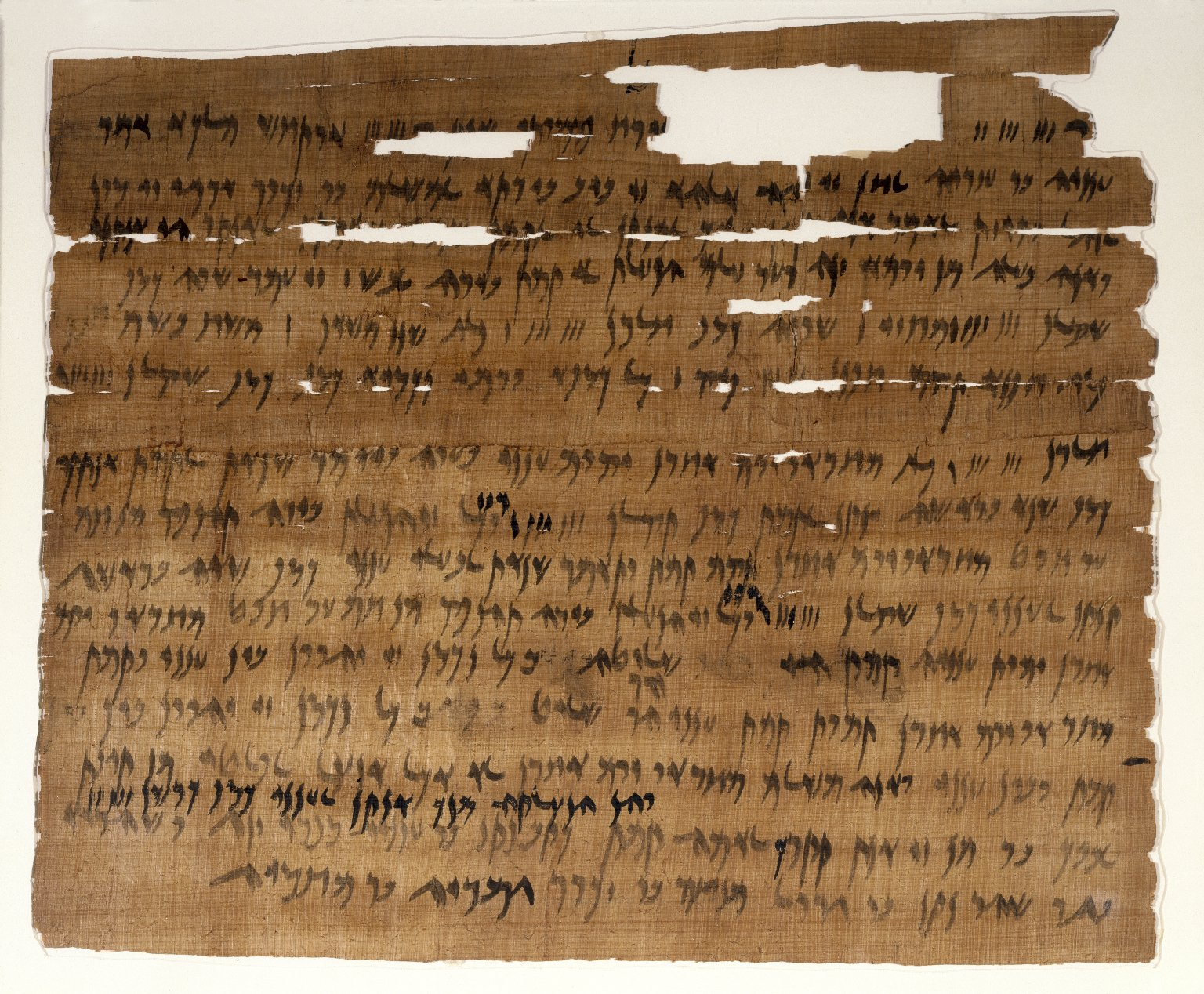
Documento do casamento de Ananias e Tamut, escrito em aramaico, em 3 de julho de 449 a.C., Brooklyn Museum

Nos óstracos e papiros de Elefantina (c. 500-300 a.C.), depósitos de documentos legais e cartas escritas em aramaico registram amplamente as vidas de uma comunidade de soldados judeus estacionados ali como parte de uma guarnição de fronteira no Egito para o Império Aquemênida.
Estabelecidos em Elefantina por volta de 650 a.C., durante o reinado de Manassés, esses soldados auxiliaram o faraó Psamético I, da XXVI dinastia, do Delta do Nilo, em suas campanhas contra o faraó Tanutamon, de Napata, da XXV dinastia. Seu sistema religioso mostra fortes traços da religião babilônica, algo que sugere a certos estudiosos que a comunidade era de origens mistas judaítas e samaritanas, e eles mantinham seu próprio templo, funcionando ao lado do da divindade local Quenúbis. Os documentos cobrem o período de 495 a 399 a.C.
De acordo com a Bíblia hebraica, um grande número de judeus se refugiou no Egito após a destruição do Reino de Judá em 597 a.C. e o subsequente assassinato do governador judeu, Gedalias. (II Reis 25:22–24, Jeremias 40:6–8) Ao saber da nomeação, a população judaica que fugiu para Moabe, Amom, Edom e outros países retornou a Judá. (Jeremias 40:11–12) Entretanto, pouco tempo depois, Gedalias foi assassinado, e a população que restou na terra e aqueles que haviam retornado fugiram para o Egito em busca de segurança. (II Reis 25:26, Jeremias 43:5–7) Os números que chegaram ao Egito são objeto de debate. Lá, eles se estabeleceram em Migdol, Tahpanhes, Noph e Patros. (Jeremias 44:1)

## Períodos ptolemaico e romano
Outras ondas de imigrantes judeus se estabeleceram no Egito durante a dinastia ptolemaica, especialmente ao redor de Alexandria. Assim, sua história neste período se concentra quase completamente em Alexandria, embora comunidades filhas tenham surgido em lugares como o atual Kafr ed-Dawar, e os judeus serviram na administração como guardiões do rio. Já no terceiro século a.C., havia uma diáspora generalizada de judeus em muitas cidades e vilas egípcias. Na história de Flávio Josefo, é alegado que, depois que Ptolemeu I Sóter tomou a Judeia, ele levou cerca de 120 mil judeus cativos para o Egito, das áreas da Judeia, Jerusalém, Samaria e Monte Gerizim. Com eles, muitos outros judeus, atraídos pelo solo fértil e pela liberalidade do faraó, emigraram para lá por vontade própria. Uma inscrição registrando uma dedicatória judaica de uma sinagoga a Ptolemeu e Berenice I foi descoberta no século XIX perto de Alexandria.
Josefo também afirma que, logo depois, esses 120 mil cativos foram libertados da escravidão por Ptolemeu II Filadelfo.

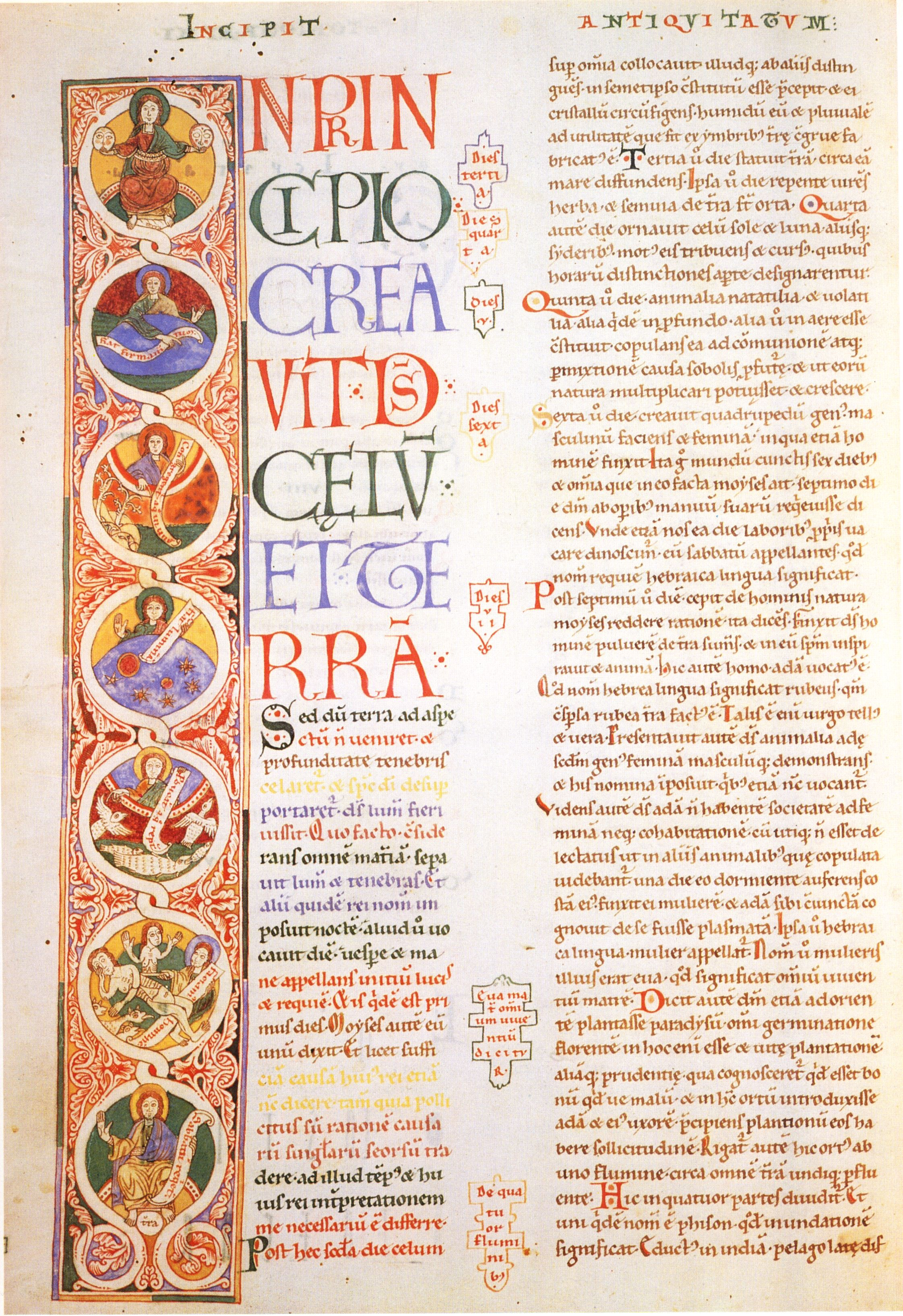
Iluminura medieval da obra Antiguidade Judaica, de Flávio Josefo, século XI

A história dos judeus alexandrinos remonta à fundação da cidade por Alexandre, o Grande, em 332 a.C., na qual eles estavam presentes. Eles eram numerosos desde o início, formando uma porção notável da população da cidade sob os sucessores de Alexandre. Os ptolemeus designaram a eles uma seção separada, dois dos cinco distritos da cidade, para permitir que mantivessem suas leis puras de influências cultuais nativas. Os judeus alexandrinos gozavam de um grau maior de independência política do que em outros lugares. Enquanto a população judaica em outros lugares ao longo do Império Romano posterior frequentemente formava sociedades privadas para propósitos religiosos, ou organizava corporações de grupos étnicos como os mercadores egípcios e fenícios nos grandes centros comerciais, os de Alexandria constituíam uma comunidade política independente, lado a lado com a dos outros grupos étnicos. Estrabão relatou que os judeus de Alexandria tinham seu próprio etnarca, que administrava os assuntos comunitários e as questões legais de forma semelhante a um chefe de estado.
A comunidade judaica helenística de Alexandria traduziu o Antigo Testamento para o grego, chamada de Septuaginta. A tradução da Septuaginta começou no século III a.C. e foi concluída em 132 a.C., inicialmente em Alexandria, mas depois também em outros lugares. Tornou-se a fonte das versões em latim antigo, eslavo, siríaco, armênio antigo, georgiano antigo e copta do Antigo Testamento cristão. Os judeus de Alexandria celebraram a tradução com um festival anual na ilha de Faros, onde ficava o Farol de Alexandria e onde se diz que a tradução ocorreu.
Durante o período de ocupação romana, há evidências de que em Oxirrinco (atual el-Bahnasa), no lado oeste do Nilo, havia uma comunidade judaica de alguma importância. Muitos dos judeus ali podem ter se tornado cristãos, embora tenham mantido seus nomes bíblicos (por exemplo, "Davi" e "Isabel", que aparecem em litígios sobre uma herança). Outro exemplo foi Jacó, filho de Aquiles (c. 300 d.C.), que trabalhou como bedel em um templo egípcio local.[carece de fontes?] Fílon de Alexandria descreve uma comunidade monástica judaica isolada, conhecida como Terapeutas, que vivia perto do Lago Mareótis.
A repressão romana à Revolta da Diáspora (115–117) levou à quase total expulsão e aniquilação dos judeus do Egito e da vizinha Cirenaica. A revolta judaica, que teria começado em Cirene e se espalhado para o Egito, foi fortemente motivada pelos zelotas, pela irritação após a fracassada Grande Revolta e a destruição do Segundo Templo, além da raiva diante de leis discriminatórias. Acredita-se que as comunidades judaicas se rebelaram devido às expectativas messiânicas, esperando a reunião dos exilados e a reconstrução do Templo. Um festival que celebrava a vitória sobre os judeus continuou a ser observado oitenta anos depois em Oxirrinco. Foi somente no século III que as comunidades judaicas conseguiram se restabelecer no Egito, embora nunca tenham recuperado seu antigo nível de influência.

## Períodos romano tardio e bizantino
No final do terceiro século, há evidências substanciais de comunidades judaicas estabelecidas no Egito. Um papiro de Oxirrinco, datado de 291 d.C., confirma a existência de uma sinagoga ativa e identifica um de seus oficiais como vindo da Palestina. Este período provavelmente viu um aumento na imigração da Síria Palestina, conforme indicado pelo número crescente de inscrições, cartas, documentos legais, poesia litúrgica e textos mágicos em hebraico e aramaico dos séculos IV e V.
O maior golpe que os judeus alexandrinos receberam foi durante o governo do Império Bizantino e a ascensão de uma nova religião de estado: o cristianismo. Houve uma expulsão de uma grande quantidade de judeus de Alexandria (a chamada "Expulsão de Alexandria") em 414 ou 415 d.C. por São Cirilo, após uma série de controvérsias, incluindo ameaças de Cirilo e supostamente (de acordo com o historiador cristão Sócrates Escolástico) um massacre liderado por judeus em resposta. Mais tarde, a violência assumiu um contexto decididamente antissemita com apelos por limpeza étnica. Antes disso, alegações sancionadas pelo estado/religião de um pária para os judeu não eram comuns. Edward Gibbon descreveu em A História do Declínio e Queda do Império Romano o pogrom de Alexandria:
Sem nenhuma sentença legal, sem nenhum mandato real, o patriarca (São Cirilo), ao amanhecer, liderou uma multidão sediciosa ao ataque às sinagogas. Desarmados e despreparados, os judeus foram incapazes de resistir; suas casas de oração foram arrasadas, e o guerreiro episcopal, depois de recompensar suas tropas com o saque de seus bens, expulsou da cidade o restante da nação infiél.
Alguns autores estimam que cerca de 100 mil judeus foram expulsos da cidade. A expulsão continuou nas regiões próximas do Egito e da Palestina, seguida por uma cristianização forçada dos judeus.[carece de fontes?]

## Domínio árabe (de 641 até 1250)
A conquista muçulmana do Egito inicialmente encontrou apoio também entre os moradores judeus, descontentes com a administração corrupta do Patriarca de Alexandria, Ciro de Alexandria, famoso por seu proselitismo monotelético. Além da população judaica lá estabelecida desde os tempos antigos, alguns teriam vindo da Península Arábica. A carta enviada por Maomé ao judeu Banu Janba em 630, segundo Al-Baladhuri, foi vista no Egito. Uma cópia, escrita em caracteres hebraicos, foi encontrada na Genizá do Cairo.
O Tratado de Alexandria, assinado em novembro de 641, que selou a conquista árabe, garantiu os direitos dos judeus (e cristãos) de continuar a praticar sua religião livremente. Anre ibne Alas, o comandante árabe, afirmou em uma carta ao califa Umar que havia 40 mil judeus em Alexandria na época.
Pouco se sabe das fortunas da população judaica do Egito sob os califados Omíada e Abássida (641–868). Sob os Tulúnida (863–905), a comunidade caraíta desfrutou de um crescimento robusto.